# Ньяла
Ньяла (Tragelaphus angasii) — вид парнокопитних ссавців родини бикових (Bovidae).

## Назва
Слово «ньяла» походить з мови тсонга і використовувалось для позначення цієї тварини. Від тсонга термін перейшов у зулуську мову, а згодом і в англійську. Вперше термін «ньяла» згадується у 1899 році.

## Поширення
Ньяла поширена на півдні Малаві, у Мозамбіку, Замбії, Зімбабве і на сході ПАР. Завезений також на природоохоронні території Намібії, Ботсвани та Есватіні.

## Опис
Довжина тіла — 135-195 см. Самці у холці заввишки 110 см, важать — 100—140 кг. Самиці заввишки до 90 см та важать 55-68 кг. У самців хутро темно-коричневого або сіро-шиферного забарвлення з синім відтінком. На шиї, грудях, череві і стегнах густа довга шерсть утворює своєрідну «спідницю». Самиці та молодь мають коричневе забарвлення хутру. На боках є 10-18 попередних білих смуг. У самців ці смуги нечіткі або відсутні. В обох статей вздовж хребта проходить гребінь з густої і довгої білої шерсті. На голові у самців є пара закручених рогів з жовтими кінчиками. У найбільших самців роги можуть сягати до 83 см завдовжки. У самиць роги відсутні.

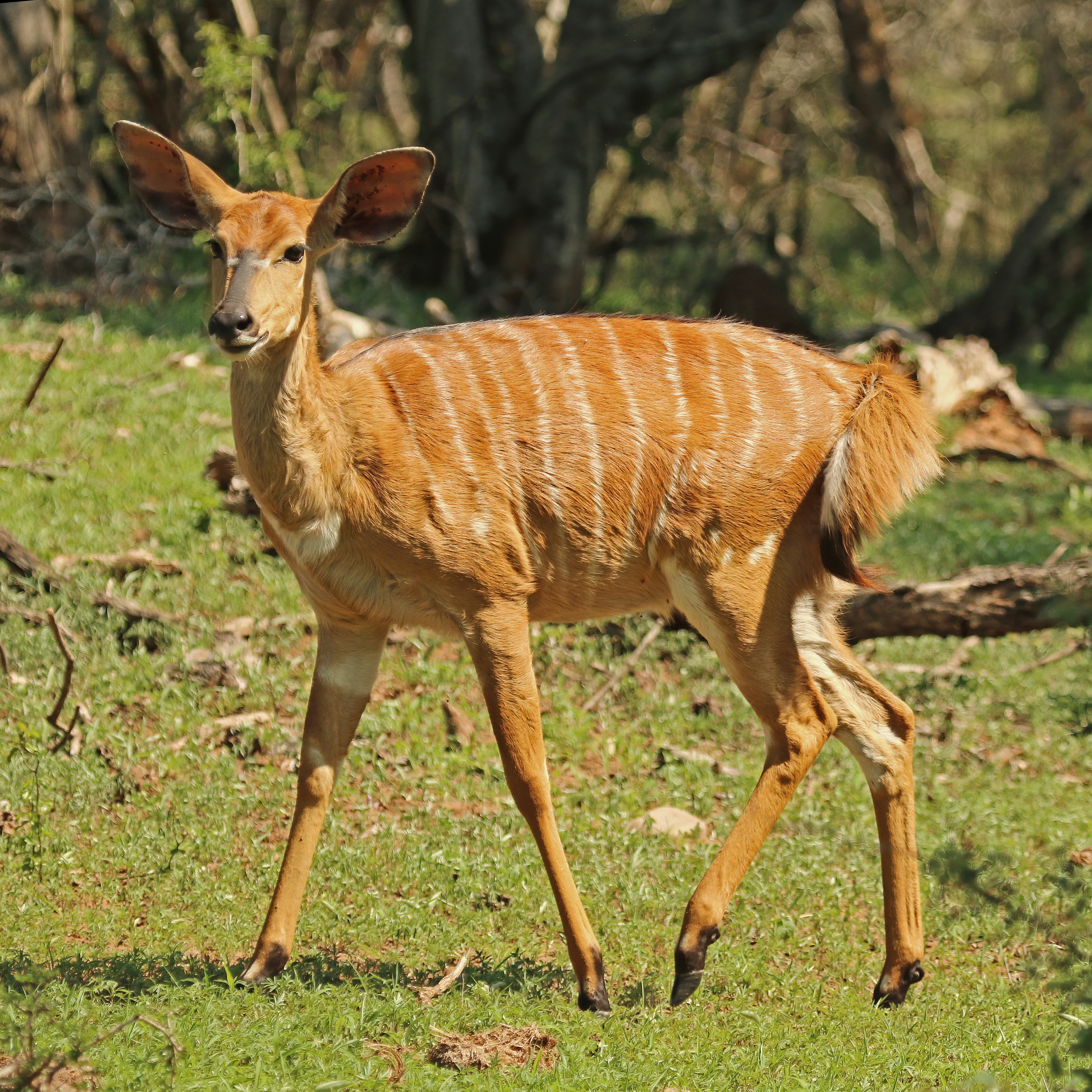
Самиця
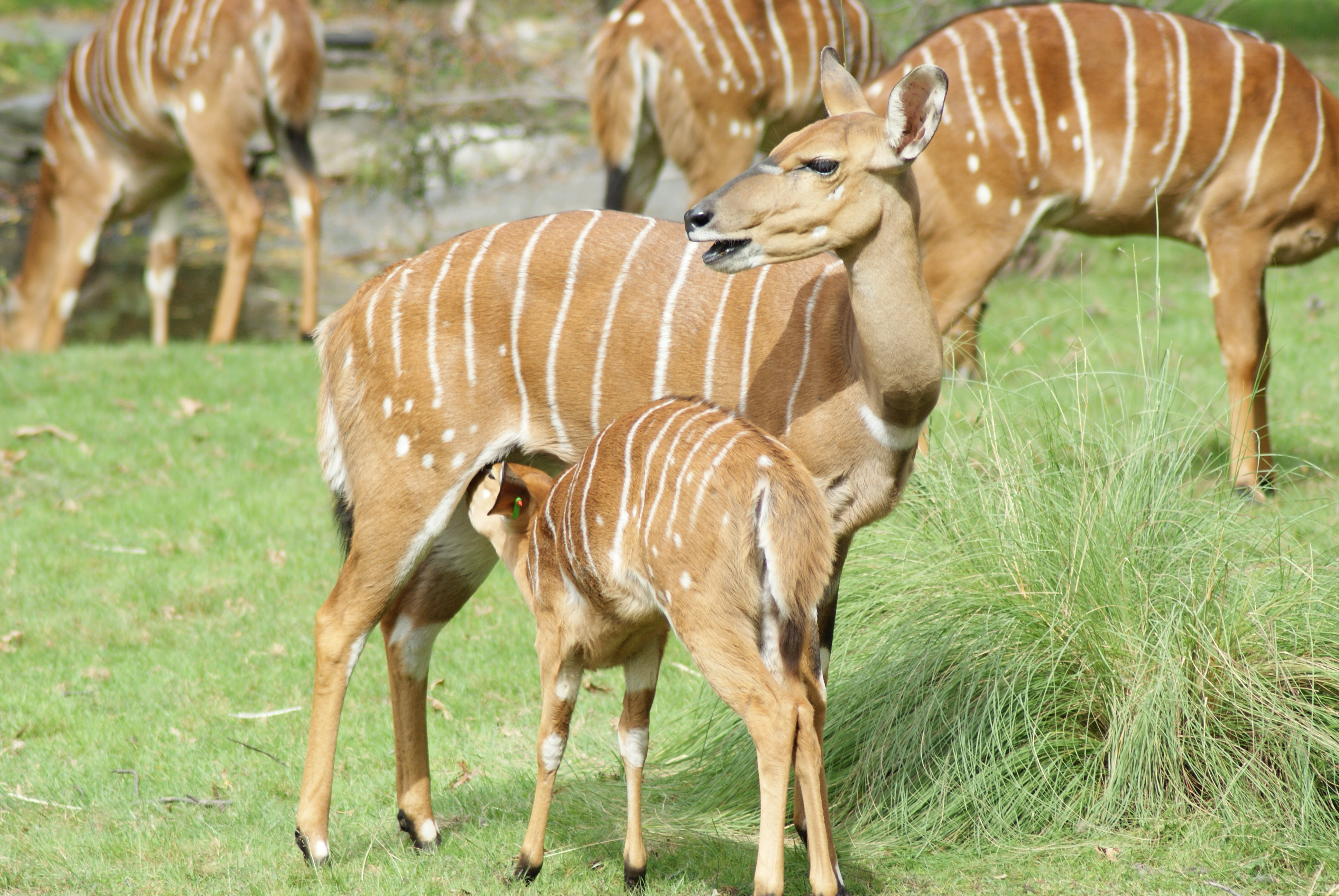
Самиця з телям
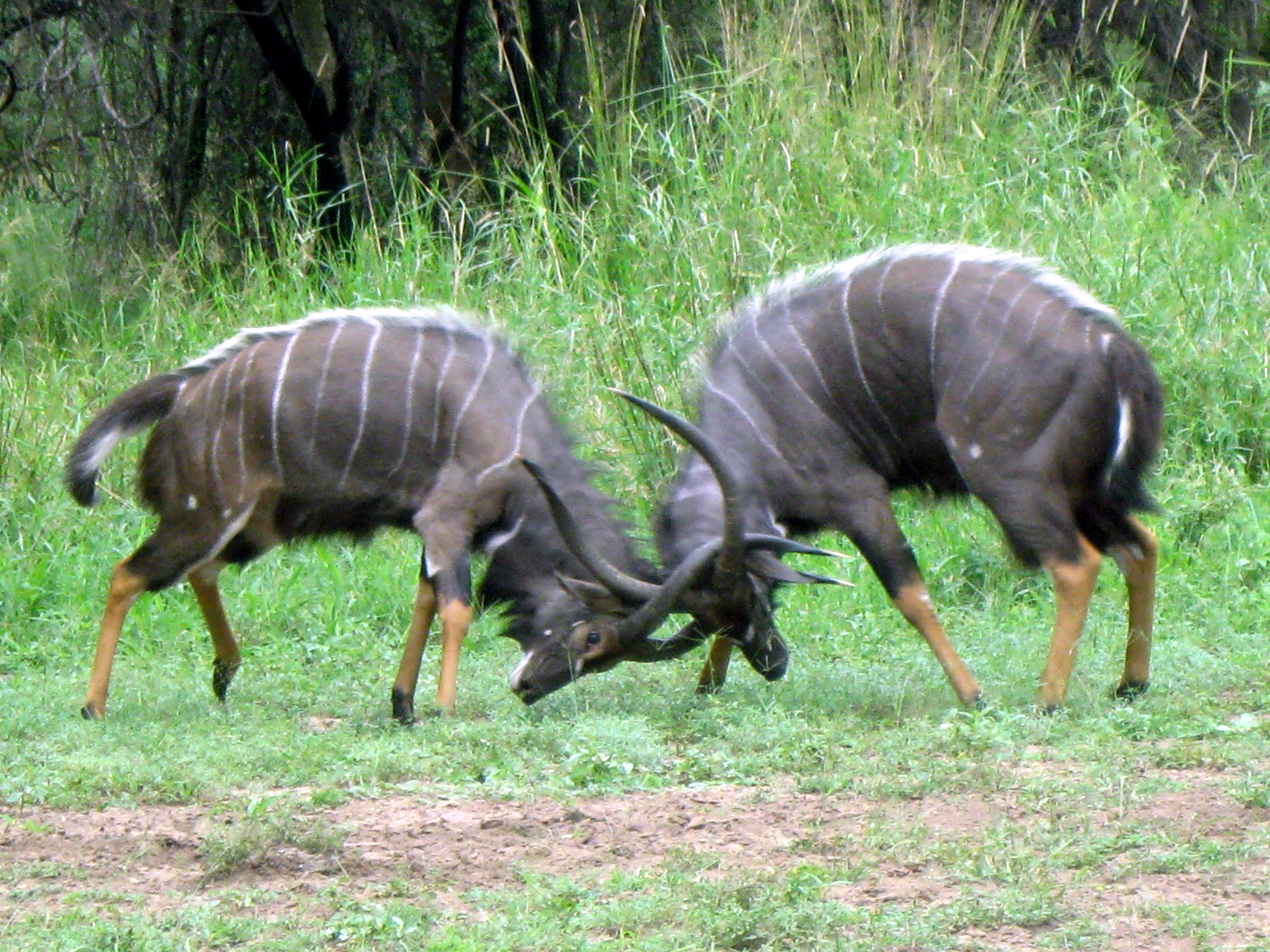
Бійка самців
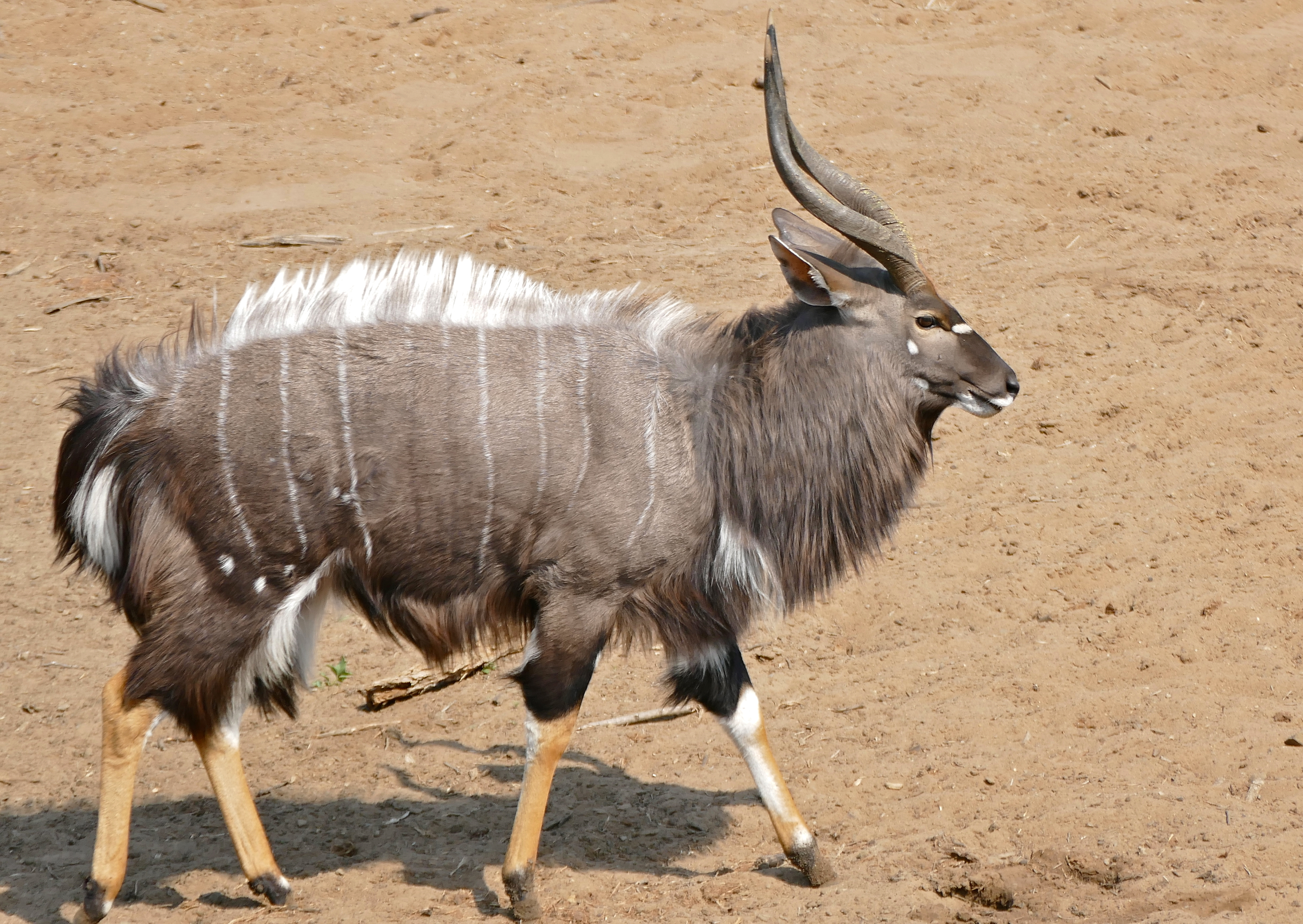
Самець
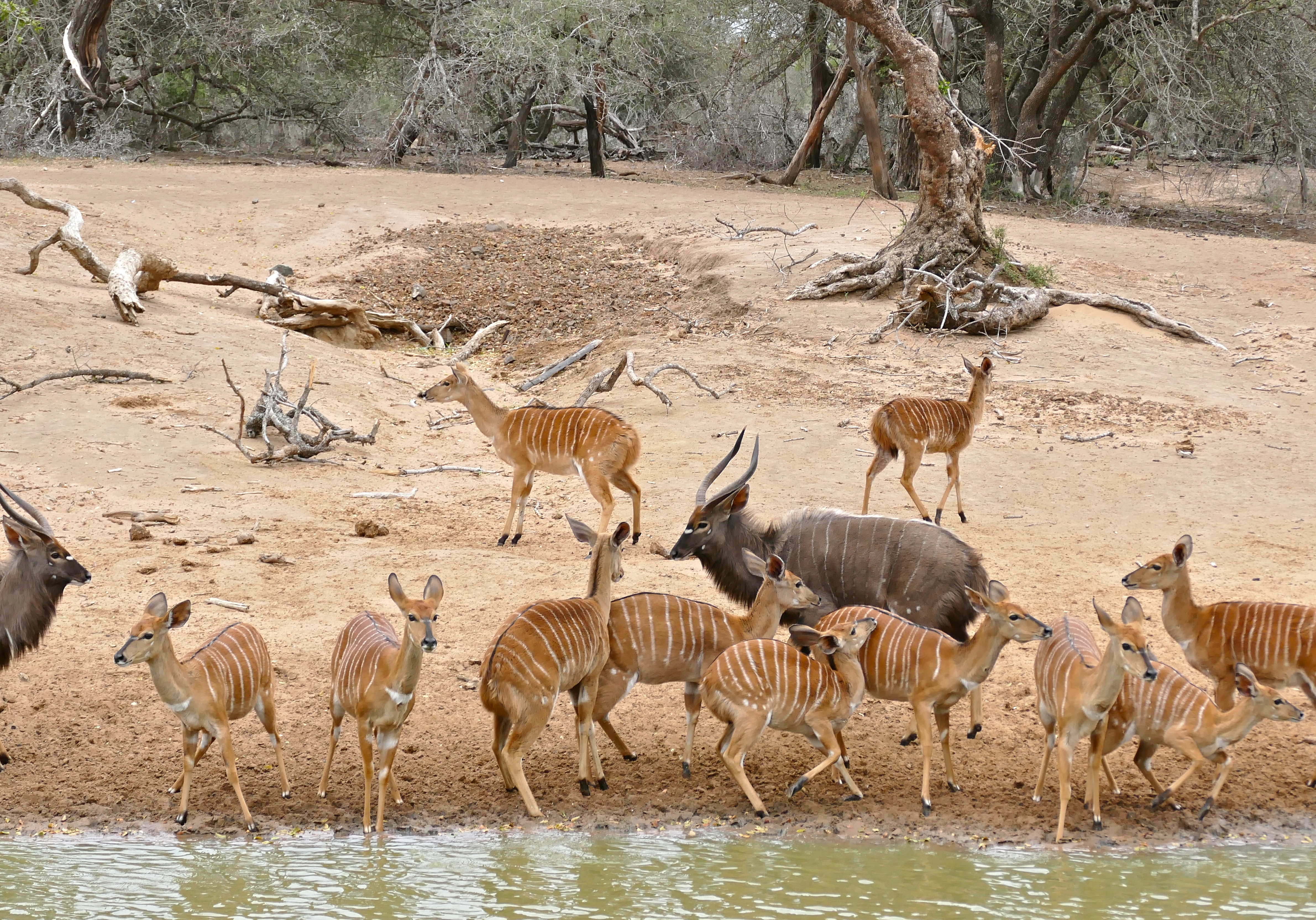
Стадо ньял

## Спосіб життя
Живе сімейними групами до 10 особин. Старі самці живуть самотньо. Ньяла трапляється у рідколіссях та заростях чагарників неподалік водойм. Ознак територіальності у виду не виявлено. Відкритих просторів уникає. Пасеться або дуже зранку або пізно ввечері. Вдень відпочиває та ховається від палючого сонця у затінку. Самці стають статевозрілими у 18 місяців, самиці у 12. Вагітність триває 7 місяців. Народжується одне теля.